# SC Sul América
SC Sul América was een Braziliaanse voetbalclub uit Salvador in de deelstaat Bahia. De club speelde van 1913 tot 1921 in het staatskampioenschap. Hierna speelde de club nog een seizoen in de tweede klasse en verdween dan.